# Station Sains-du-Nord
Station Sains-du-Nord is een spoorwegstation in de Franse gemeente Sains-du-Nord.
Het wordt bediend door de treinen van TER Hauts-de-France met bestemmingen Lille-Flandres,  Hirson en Charleville-Mézières.